# Günter Zimmermann
Günter Zimmermann (* 11. September 1914 in Danzig; † 2. November 1972 in Großhansdorf, Kreis Stormarn) war ein deutscher Ethnologe und Altamerikanist. Er lehrte von 1965 bis 1972	als Professor für Altamerikanische Sprachen und Kulturen an der Universität Hamburg.

## Leben
Zimmermann begann 1933 ein Studium der Neuen Geschichte in Danzig, wechselte nach Wien und Berlin, wo er sich der Völkerkunde zuwandte. Ab 1937 arbeitete er an seiner Dissertation, die Arbeit wurde aber durch den Zweiten Weltkrieg, seinen Dienst in der Wehrmacht und Kriegsgefangenschaft unterbrochen, aus der er 1949 entlassen wurde. Dann setzte er seine Studien bei Franz Termer an der Universität Hamburg fort, wo er am 21. Juli 1952 mit der Arbeit Formen- und Begriffsanalyse der Hieroglyphen der drei Mayahandschriften, mit besonderer Berücksichtigung der Dresdener Handschrift promoviert wurde.
Anschließend erhielt er ein vierjähriges Stipendium der DFG und habilitierte sich 1957 mit einer Schrift über Das Geschichtswerk des Domingo de Muñon Chimalpahin Quauhtlehuanitzin, eines Nahua-Chronisten, aus dem frühen 17. Jahrhundert. Im Anschluss lehrte er in Hamburg als Privatdozent für Völkerkunde, 1963 wurde er zum außerplanmäßigen Professor ernannt. Von 1965 bis zu seinem Tod 1972 war er ordentlicher Professor für Altamerikanische Sprachen und Kulturen an der Universität Hamburg. Er war 1965–1970 und 1971–72 Direktor des Hamburger Seminars für Völkerkunde.

## Schriften (Auswahl)
- Kurze Formen- und Begriffssystematik der Hieroglyphen der Mayahandschriften. Hamburg 1953, OCLC 989874490.
- Die Hieroglyphen der Maya-Handschriften. Hamburg 1956, OCLC 1013941688.
- Das Geschichtswerk des Domingo de Muñon Chimalpahin Quauhtlehuanitzin. Quellenkritische Studien zur frühindianischen Geschichte Mexikos. Hamburg 1960, OCLC 611009789.
- als Herausgeber: Briefe der indianischen Nobilität aus Neuspanien an Karl V. und Philipp II. um die Mitte des 16. Jahrhunderts. München 1970, OCLC 832495.